# Jumpin' Jack Flash (film)
Jumpin' Jack Flash è un film del 1986 diretto da Penny Marshall. Segna il debutto di Whoopi Goldberg nella commedia sullo schermo e quello di Penny Marshall come regista di lungometraggi.
Il film comprende due versioni del brano musicale Jumpin' Jack Flash, una di Aretha Franklin e l'altra dei Rolling Stones.
Primo film per il cinema di Kellie Martin.

## Trama
Terry Doolittle lavora in una grande banca di New York, utilizzando dei computer in rete per trasferire fondi. È una buona impiegata ed è popolare con i colleghi, ma a causa del suo look fuori dagli schemi e dal suo modo di fare molto diretto non è ben vista dal suo capo James Page.
Un giorno Terry viene contattata sul suo computer da un uomo che si fa chiamare "Jumpin' Jack Flash", che le dice che lui è un agente segreto britannico in Europa orientale e che il KGB lo sta cercando per arrestarlo. Jack chiede a Terry di andare al Consolato Britannico per consegnare uno strano messaggio in codice al Dipartimento C. Nonostante qualche esitazione, Terry recapita il messaggio a un addetto alla sicurezza del consolato, Jeremy Talbot, che la informa che non c'è nessun Dipartimento C. Jack allora le chiede di entrare nel suo appartamento a New York per recuperare una padella, su cui ci sono dei contatti della CIA. Nel frattempo Marty Phillips comincia a lavorare nello stesso ufficio di Terry e si mette a spiarla, senza che lei se ne accorga.
Una sera un tecnico di computer si presenta in banca per riparare il suo terminale ma, quando Terry telefona per avere la conferma, il tecnico svanisce. Terry si reca nell'appartamento di Jack e recupera la padella, prende un taxi per tornare a casa ma si accorge che il tassista è il misterioso tecnico del computer, che vuole rapirla. Terry allora colpisce l'uomo con la padella e fugge. Utilizzando i contatti sulla padella, Terry fissa un incontro con Mark Van Meter, di notte al porto. Dopo essere rimasto sorpreso quando scopre che Terry è un civile e non ha alcun rapporto con il mondo dello spionaggio, Van Meter nota che qualcuno li sta seguendo: spinge Terry fuori delle banchine e la butta nell'East River salvandole la vita, mentre lui è colpito da un proiettile e muore. La polizia non crede alla versione di Terry sull'omicidio e Marty deve andare a riprenderla alla stazione di polizia.
Jack allora le dice come entrare nel computer centrale del consolato britannico. Travestendosi da artista, riesce a entrare nel mainframe, ma Talbot disattiva il collegamento del computer prima che Jack riceva un contatto. Terry incontra allora una ex fidanzata di Jack, Sarah Billings, che si rifiuta però di aiutarla. Il KGB tenta di rapirla, bloccandola in una cabina telefonica e trascinandola in giro per la città, Terry riesce a fuggire ma il misterioso tecnico del computer/tassista, questa volta travestito da ufficiale di polizia, le inietta una droga che la stordisce. Terry riesce a scappare tra le auto in mezzo al traffico e, ancora stordita dal farmaco, cerca ancora inutilmente l'aiuto di Sarah, poi va al lavoro e, dopo aver messo in imbarazzo il signor Page togliendogli il parrucchino di fronte all'intero ufficio, sviene.
Quando si sveglia, è a casa e riceve la visita di Sarah, che le fa avere un contatto. Dopo aver passato il contatto a Jack, è ancora una volta catturata dal KGB e scopre che Talbot è una talpa del KGB e il contatto che ha fornito sta per uccidere Jack. Quando sta per essere torturata, Terry riesce a fuggire e vuole chiedere aiuto alla polizia, ma si rende conto che la polizia non le crede e non la proteggerà. Terry capisce che dovrà cavarsela da sola, si precipita in banca per avvertire Jack, ma il KGB e Talbot sono già lì. Gli uomini di Talbot iniziano a sparare, ma Terry riesce a scrivere ed inviare un messaggio a Jack, grazie anche all'aiuto di Marty, che le rivela di essere in realtà Peter Caen, agente della CIA.
Una sera Terry va al ristorante dove lei e Jack avevano progettato di andare a cena insieme, ma Jack non si presenta. Quando il ristorante sta chiudendo, arriva Peter e le dice che Jack non è venuto a causa di un altro impegno. Terry è delusa, ma Peter la conforta, dicendo quanto Jack voleva vederla. La mattina dopo i colleghi di Terry stanno discutendo la notizia che il signor Page sta per essere promosso e trasferito e che lei ne prenderà il posto. Terry è ancora depressa per la notte precedente, ma Jack appare nel suo ufficio per ringraziarla personalmente e per portarla fuori a cena di nuovo. Terry lo presenta ai suoi collaboratori, che salutano tutti calorosamente Jack, tra cui il signor Page, ora senza parrucchino. Terry e Jack escono e l'intero ufficio applaude.